# Teatro Laura Alves
O Teatro Laura Alves, estava localizado na Rua da Palma em Lisboa, foi inaugurado a 29 de dezembro de 1968.
Neste mesmo edifício havia funcionado o extinto Cinema Rex (inaugurado em 1936). Até ao final de 1953, o edifício era propriedade da Federação Espírita Portuguesa, que se viu espoliada do seu prédio por ordem ilegal do governo de Salazar.[carece de fontes?]
O empresário de teatro Vasco Morgado foi quem deu o nome ao edifício em homenagem à sua mulher, actriz Laura Alves. A primeira peça levada á cena neste teatro foi "O Jovem Mentiroso" (1968) com Brunilde Júdice, Ruy de Carvalho, Guida Maria...
Foi palco de inúmeras peças de teatro - a actriz Ivone Silva fez ali a sua última atuação, em 1987, com a revista "Cá Estão Eles".  
O teatro esteve em atividade até final da década de 1980, tendo sido transformado numa pensão que acabou por arder por completo em 2012.